# لیک بریجپورت (تگزاس)
لیک بریجپورت، تگزاس (به انگلیسی: Lake Bridgeport, Texas) یک شهر در ایالات متحده آمریکا با جمعیت ۳۷۲ نفر است که در تگزاس واقع شده‌است.

## موقعیت جغرافیایی
موقعیت جغرافیایی شهرها و مناطق اطراف به شرح زیر است: